# Brendon Hartley
Brendon Hartley (Palmerston North, 10 november 1989) is een Nieuw-Zeelandse autocoureur. Hij was in 2017 en 2018 actief in Formule 1 voor Scuderia Toro Rosso. Eerder was hij actief in de endurance racerij. In 2015 won hij de FIA World Endurance Championship klasse, samen met Mark Webber en Timo Bernhard. In 2017 won hij de 24 uur van Le Mans met Bernhard en Earl Bamber. Dit herhaalde hij in 2020  samen met Sébastien Buemi en Kazuki Nakajima, en in 2022 met Buemi en Ryō Hirakawa. Tussen 2006 en 2010 was hij lid van het Red Bull Junior Team, het opleidingsprogramma van het Formule 1-team Red Bull Racing.

## Carrière

### Vroege carrière
Hartley begon zijn autosportcarrière in het karting op zesjarige leeftijd. Zes jaar later maakte hij de overstap naar de Formula First en werd zevende in deze klasse. In 2003 won hij de Nieuw-Zeelandse Formule Ford.

### Formule Renault 2.0

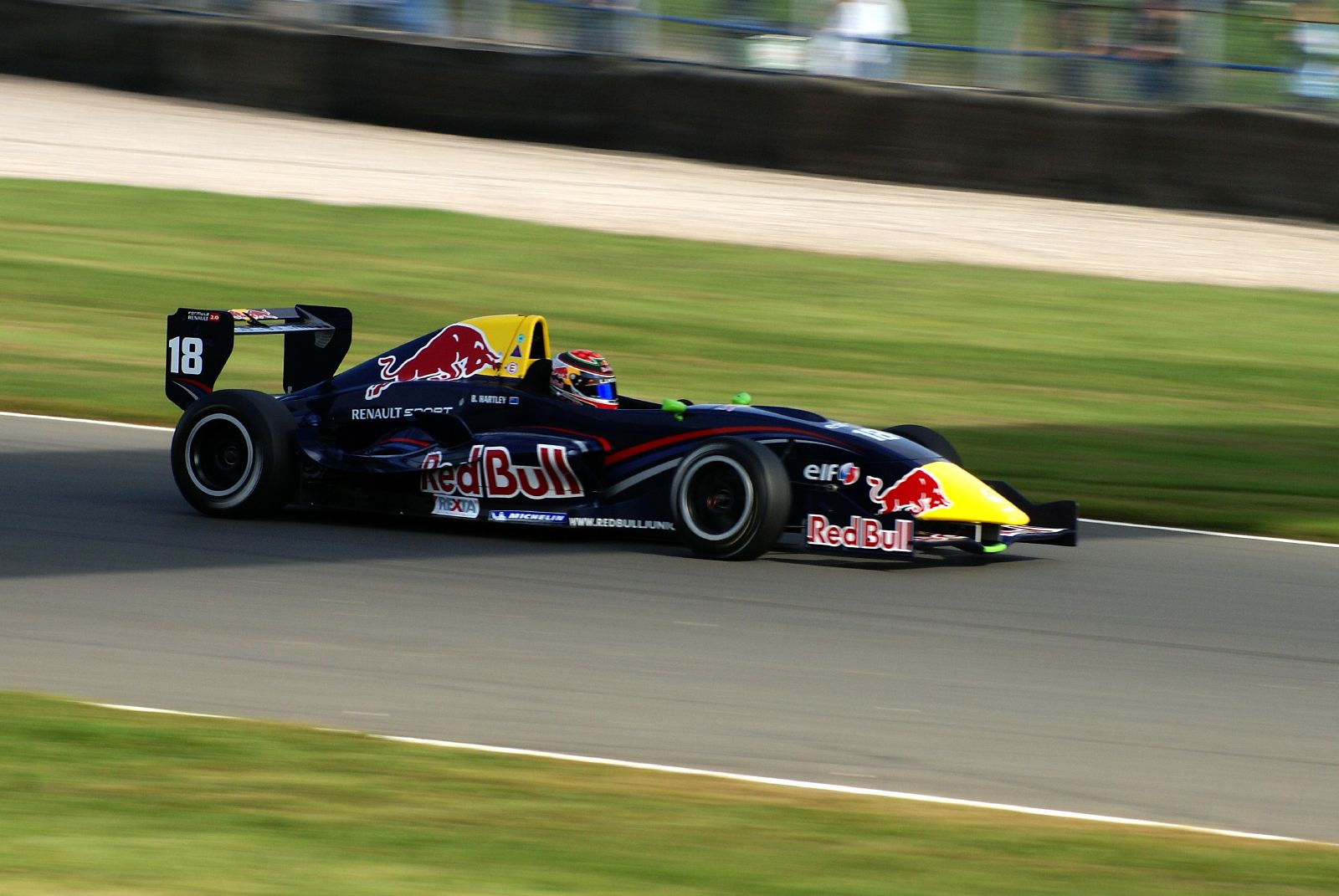
Hartley in de Eurocup Formule Renault 2.0 in 2007.

Na twee seizoenen in de Toyota Racing Series maakte Hartley in 2006 de overstap naar Europa om deel te nemen aan de Eurocup Formule Renault 2.0 en de Formule Renault 2.0 NEC voor het team Motorsport Arena. Tevens werd hij dat jaar opgenomen in het Red Bull Junior Team. Hij eindigde respectievelijk als dertiende en tiende in de kampioenschappen, met een podiumplaats op de Scandinavian Raceway in het NEC als hoogtepunt.
In 2007 bleef Hartley rijden in de Eurocup, maar daarnaast kwam hij ook uit in de Italiaanse Formule Renault, waarbij hij de overstap maakte naar het Epsilon Red Bull Team. In de Eurocup won hij vier races op het Circuit Zolder (tweemaal), de Hungaroring en op Donington Park en werd zo met 134 punten kampioen in de klasse. In het Italiaanse kampioenschap won hij de seizoensafsluiter op het Autodromo Nazionale Monza en eindigde achter Mika Mäki en Jaime Alguersuari op de derde plaats in het klassement met 236 punten.

### Formule 3

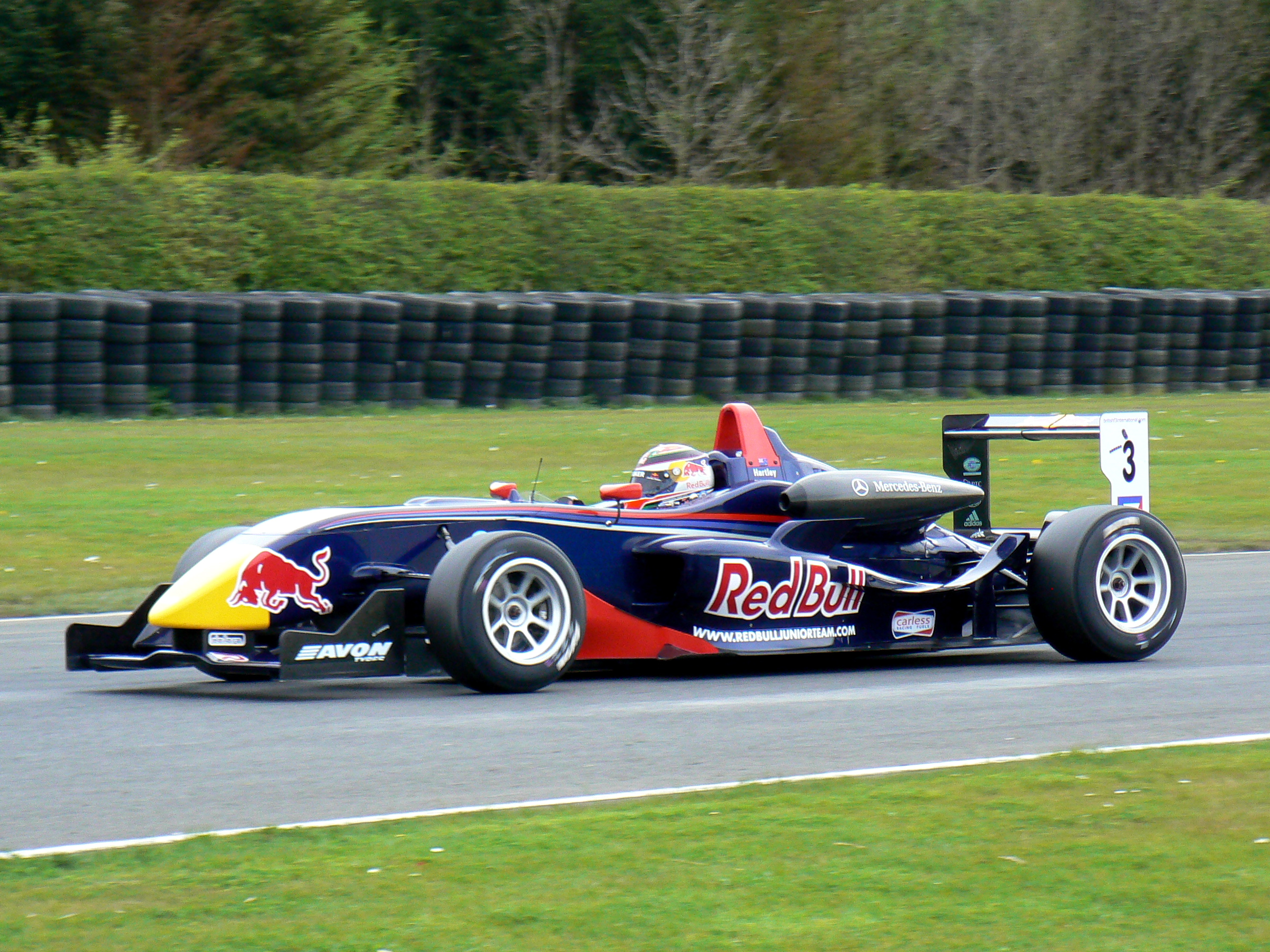
Hartley op het Croft in het Britse Formule 3-kampioenschap in 2008.

In 2008 maakte Hartley de overstap naar het Britse Formule 3-kampioenschap, waarin hij uitkwam voor het team Carlin Motorsport. Hij won vijf races op het Croft Circuit, het Thruxton Circuit (tweemaal), Spa-Francorchamps en de Boekarest Ring en werd achter Alguersuari en Oliver Turvey derde in de eindstand met 208 punten. Daarnaast reed hij ook een aantal races in de Formule 3 Euroseries, in de Masters of Formula 3 en de Grand Prix van Macau, waarin hij in de laatste race derde werd achter Keisuke Kunimoto en Edoardo Mortara.
In 2009 stapte Hartley fulltime over naar de Formule 3 Euroseries, waarin hij voor Carlin bleef rijden. Hij kende een teleurstellend seizoen, waarin hij in slechts vier van de zestien races punten wist te scoren, waaronder een overwinning op Brands Hatch. Met 15 punten eindigde hij op de elfde plaats in het klassement.

### Formule Renault 3.5 Series

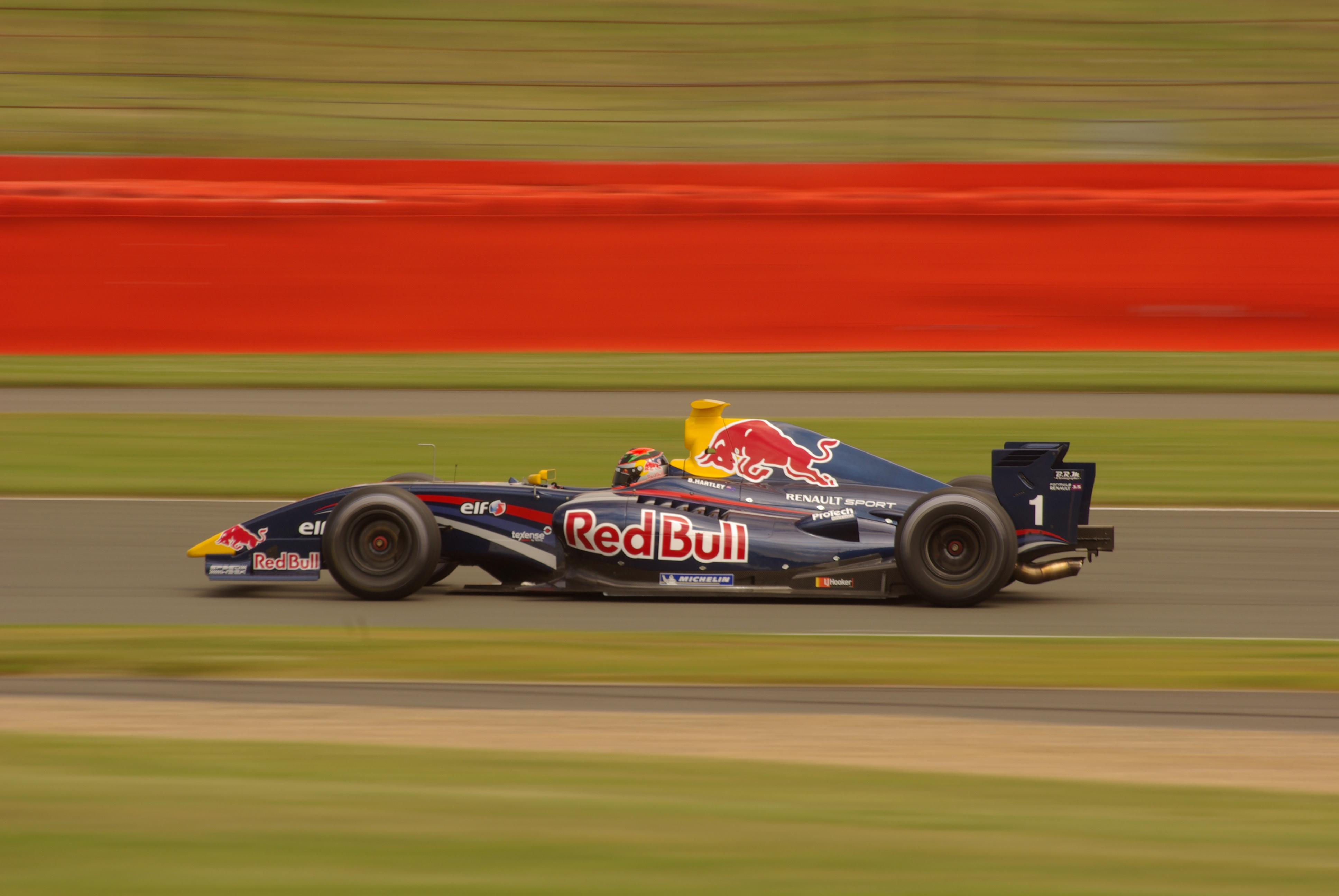
Hartley op Silverstone in de Formule Renault 3.5 Series in 2009.

Naast zijn Formule 3-verplichtingen maakte Hartley in 2009 zijn debuut in de Formule Renault 3.5 Series bij het team Tech 1 Racing. Hij miste echter vier races omdat hij tijdens die raceweekenden uitkwam in de Formule 3. Ook hier stelde hij teleur, met één podiumplaats op de Nürburgring en drie andere top 10-finishes werd hij vijftiende in de eindstand met 26 punten.
In 2010 bleef Hartley rijden in de Formule Renault 3.5 bij Tech 1. Na zes raceweekenden, waarin hij bijna alle races in de top 10 finishte met als hoogtepunt een tweede plaats op het Automotodrom Brno, werd hij uit het Red Bull Junior Team gezet omdat hij na anderhalf jaar in de klasse nog geen races had gewonnen en werd hij vervangen door Jean-Éric Vergne. Wel keerde hij terug in het kampioenschap als eenmalige vervanger van Jan Charouz bij P1 Motorsport op Silverstone en eindigde hij het seizoen op de tiende plaats met 50 punten.
In 2011 keerde Hartley fulltime terug in het kampioenschap, maar stapte over naar het nieuwe team Gravity–Charouz Racing. Hij behaalde drie podiumplaatsen op het Circuit de Monaco, het Circuit Paul Ricard en het Circuit de Catalunya en werd zevende in het kampioenschap met 95 punten.

### GP2

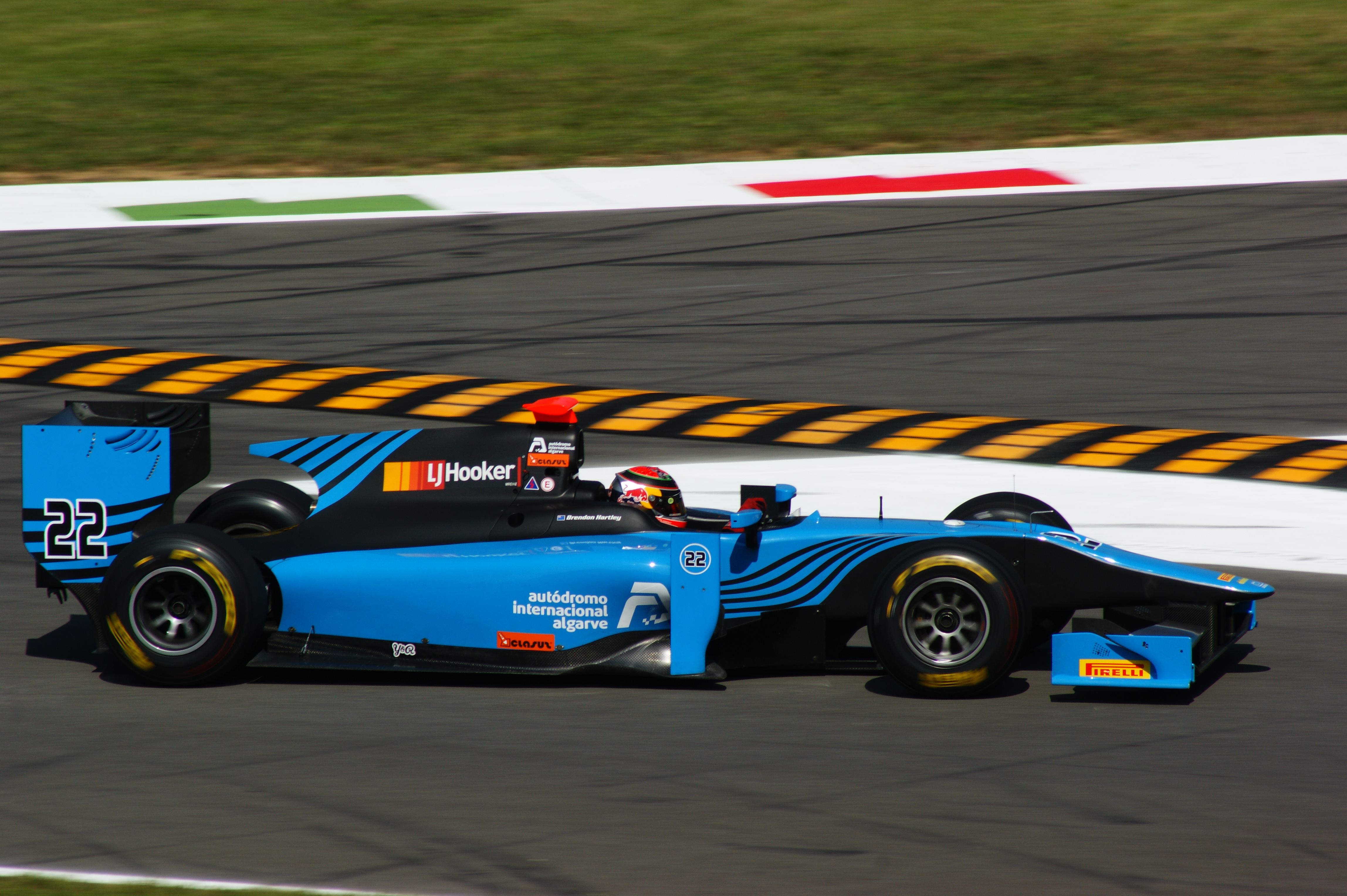
Hartley op het Autodromo Nazionale Monza in de GP2 Series in 2011.

In 2010, 2011 en 2012 nam Hartley ieder jaar deel aan twee raceweekenden van de GP2 Series. In 2010 kwam hij uit voor Scuderia Coloni als vervanger van Vladimir Arabadzhiev in de laatste twee raceweekenden, met een zesde plaats in de seizoensafsluiter op het Yas Marina Circuit als beste resultaat. In 2011 kwam hij opnieuw uit in de laatste twee raceweekenden, ditmaal als vervanger van Kevin Mirocha bij Ocean Racing Technology, en behaalde een vijfde plaats op Spa-Francorchamps als beste klassering. In 2012 keerde hij terug bij Ocean als vervanger van Jon Lancaster tijdens het tweede en derde raceweekend op het Bahrain International Circuit, met een tiende plaats in de eerste race van het eerste weekend als beste race-uitslag.

### Endurance
Hartley maakte in 2012 zijn debuut in de 24 uur van Le Mans; hij reed in 2012 en 2013 in de LMP2-categorie voor Murphy Prototypes. In zijn eerste race viel hij uit, in de tweede race werd hij zevende in zijn klasse.
In 2014 maakte Hartley de overstap naar de LMP1-klasse, waar hij vanaf dat jaar uitkwam voor het fabrieksteam van Porsche. Met drie derde plaatsen op Silverstone, de Fuji Speedway en in Bahrein werd hij samen met teamgenoten Timo Bernhard en Mark Webber negende met 64,5 punten.
In 2015 wonnen Hartley, Bernhard en Webber vier opeenvolgende races op de Nürburgring, het Circuit of the Americas, Fuji en het Shanghai International Circuit en werden zij tweede in de 24 uur van Le Mans. Hiermee werden zij kampioen in de klasse met 166 punten.
In 2016 kende het team veel problemen in de eerste drie races van het seizoen, maar werd er in de resterende races gewonnen op de Nürburgring, het Autódromo Hermanos Rodríguez, het Circuit of the Americas en in Shanghai, waardoor het team vierde werd in de eindstand met 134,5 punten.
In 2017 kreeg Hartley een nieuwe teamgenoot in Earl Bamber nadat Webber zijn afscheid van de autosport bekend maakte. In deze opstelling won het team de 24 uur van Le Mans en werden de daaropvolgende races op de Nürburgring, het Autódromo Hermanos Rodríguez en het Circuit of the Americas eveneens gewonnen.

### Formule 1

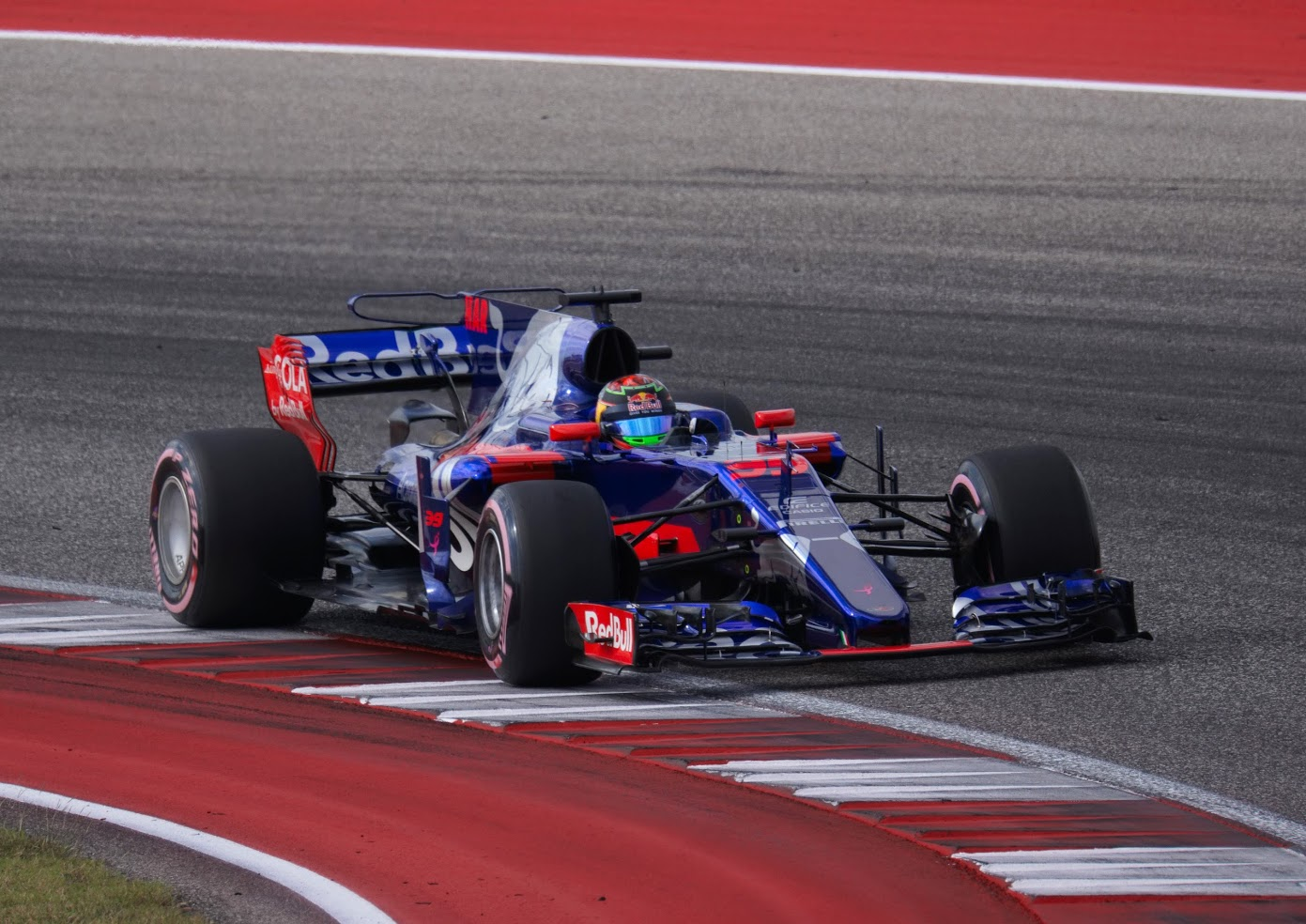
Hartley tijdens zijn debuut in de Grand Prix Formule 1 van de Verenigde Staten 2017 bij Toro Rosso

Hartley reed in 2008 voor het eerst in een Formule 1-auto van Red Bull Racing tijdens een demo in Riyad. Hierna reed hij voor Toro Rosso tijdens de shakedown van hun nieuwe auto, de STR3. Later dat jaar testte hij voor Red Bull als vervanger van Mark Webber, die zijn been had gebroken tijdens een fietsongeluk, in de Red Bull RB4.
In 2009 werd Hartley aangesteld als officiële testcoureur voor de Red Bull-teams, alhoewel hij vanwege problemen met zijn superlicentie deze rol nog niet kon vervullen tijdens de eerste twee races van het seizoen, waardoor David Coulthard, die het seizoen daarvoor stopte als Formule 1-coureur, zijn taak overnam. Halverwege het seizoen werd de rol van reservecoureur overgenomen door Jaime Alguersuari, maar nadat deze promotie maakte naar het team van Toro Rosso, keerde Hartley niet terug als reservecoureur om zich te concentreren op zijn Formule 3- en Formule Renault 3.5-campagnes.
In 2010 was Hartley wederom de officiële testcoureur van Red Bull en Toro Rosso, naast Daniel Ricciardo. In juli 2010 werd hij echter uit het Red Bull-programma gezet.
In 2012 kwam Hartley uit voor Mercedes GP tijdens de zogeheten Young Driver's Test op het Circuit Magny-Cours. Hij zette de op twee na snelste tijd, achter Jules Bianchi (Ferrari) en Rodolfo González (Force India). In 2013 deed Hartley simulatorwerk bij Mercedes en deelde de rol van reservecoureur met Anthony Davidson.
In 2017 maakte Hartley verrassend zijn racedebuut in de Formule 1 bij Toro Rosso als vervanger van Pierre Gasly, die de Grand Prix van de Verenigde Staten over moest slaan vanwege zijn verplichtingen in de Super Formula. In de daaropvolgende race, de Grand Prix van Mexico reed hij ook als vervanger van Daniil Kvjat.
In 2018 reed Hartley voor het team van Toro Rosso, samen met Pierre Gasly. Aan het eind van het seizoen werd zijn contract niet verlengd en werd hij vervangen door Alexander Albon.

## Formule 1-carrière
| Jaar/Jaren    | Team       |
| ------------- | ---------- |
| 2017 t/m 2018 | Toro Rosso |

|                       | 2017 | 2018 | Totaal |
| --------------------- | ---- | ---- | ------ |
| Aantal races          | 4    | 21   | 25     |
| Aantal zeges          | 0    | 0    | 0      |
| Aantal pole-positions | 0    | 0    | 0      |
| Aantal snelste ronden | 0    | 0    | 0      |
| Aantal podiumplaatsen | 0    | 0    | 0      |
| Aantal WK-punten      | 0    | 4    | 4      |
| Eindstand WK          | 23   | 19   |        |

### Formule 1-resultaten
| Seizoen | Inschrijving              | Chassis          | Motor             | 1      | 2      | 3      | 4      | 5      | 6      | 7       | 8      | 9       | 10      | 11     | 12     | 13     | 14      | 15     | 16      | 17     | 18      | 19      | 20     | 21     | Pos | Punten |
| ------- | ------------------------- | ---------------- | ----------------- | ------ | ------ | ------ | ------ | ------ | ------ | ------- | ------ | ------- | ------- | ------ | ------ | ------ | ------- | ------ | ------- | ------ | ------- | ------- | ------ | ------ | --- | ------ |
| 2017    | Scuderia Toro Rosso       | Toro Rosso STR12 | Renault R.E.17 V6 | AUS    | CHN    | BHR    | RUS    | SPA    | MON    | CAN     | AZE    | OOS     | GBR     | HON    | BEL    | ITA    | SIN     | MAL    | JPN     | VST 13 | MEX DNF | BRA DNF | ABU 15 |        | 23  | 0      |
| 2018    | Red Bull Toro Rosso Honda | Toro Rosso STR13 | Honda RA618H V6   | AUS 15 | BHR 17 | CHN 20 | AZE 10 | SPA 12 | MON 19 | CAN DNF | FRA 14 | OOS DNF | GBR DNF | DUI 10 | HON 11 | BEL 14 | ITA DNF | SIN 17 | RUS DNF | JPN 13 | VST 9   | MEX 14  | BRA 11 | ABU 12 | 19  | 4      |